# Luca Napolitano
Luca Napolitano (Avellino, 5 maggio 1986) è un cantautore italiano, divenuto noto nel 2008 in seguito alla sua partecipazione all'ottava edizione di Amici di Maria De Filippi, dove si è classificato terzo. Ha venduto oltre 60 000 copie di dischi.

## Biografia

### Amicie il primo EP
Nel 2008 è entrato a far parte dell'ottava edizione del talent show Amici di Maria De Filippi, dopo quattro anni di tentativi, accedendo alla fase serale del programma,  classificandosi al terzo posto nella fase finale. Il 10 aprile 2009 è stato pubblicato il suo primo EP, Vai certificato disco d'oro.
Il 16 maggio dello stesso anno, a Torino, ha partecipato ad Amici - La sfida dei talenti, uno spettacolo condotto da Maria De Filippi con alcuni dei protagonisti del talent show di tutte le prime otto edizioni. Lo spettacolo è stato mandato in onda da Canale 5 il 16 giugno 2009 e in occasione dello speciale di Lecce dedicato alla vincitrice Alessandra Amoroso,  ha ricevuto dalla Warner Music Italy, sua etichetta discografica, un sassofono firmato dal jazzista Stefano Di Battista e dalla Tezenis una borsa di studio del valore di 20.000 euro. L'11 giugno è partito da Parma il suo primo tour sponsorizzato dalla sua etichetta discografica. Nello stesso periodo ha partecipato al tour legato alla trasmissione televisiva che l'ha lanciato nel mondo della discografia insieme agli altri ragazzi partecipanti alla fase serale del programma. Luca Napolitano, nel giugno 2009 ha debuttato nella Nazionale Cantanti.

### I successivi album
Il suo primo album, intitolato L'infinito, è uscito il 23 ottobre 2009, sempre con l'etichetta Warner Music. Il disco è stato anticipato, il 9 ottobre, dall'omonimo singolo, L'infinito. Il 28 maggio 2010 viene premiato ai Wind Music Awards per le vendite dell'ep Vai all'Arena di Verona. Nell'estate dello stesso anno è stato impegnato con L'infinito Tour.
Nello stesso periodo è stato scelto dall'attrice e regista romana Elena Bonelli come protagonista del suo film A sud di New York, affidandogli la parte di Marco. La stessa Elena Bonelli e la produzione di A sud di NY hanno comunicato che il film uscirà nelle sale cinematografiche l'8 aprile 2011.
L'8 ottobre 2010 è stato pubblicato un nuovo singolo, A sud di NY, un duetto con Federica Camba. Il singolo anticipa l'uscita dell'EP Di me, avvenuta il 26 ottobre dello stesso anno. Di me esordisce alla posizione numero 16, posizione più alta occupata, della classifica italiana ufficiale FIMI. Il 13 maggio 2011 esce il singolo Fino a tre (Turn around) in duetto con TinkaBelle, mentre il 14 giugno, Napolitano pubblica l'album Fino a tre che debutta alla posizione 84 della classifica svizzera degli album più venduti e raggiunge la posizione numero 22 della classifica italiana. Il 19 luglio 2013 esce il secondo singolo di Mario Nunziante dal titolo Oggi ho, scritto dall'artista insieme a Napolitano. L'8 luglio 2016 viene pubblicato su YouTube il video della canzone intitolata Ci whatsappiamo. Il 24 novembre 2017 viene presentato su TgCom24 il video del nuovo singolo Anche Stavolta.

### Napo - Supereroe, Movida e Occhi Nuovi (2020 - presente)
A distanza di tre anni dall'ultimo singolo, il 28 marzo 2020 Luca Napolitano cambia il nome artistico in Napo e viene rilasciato su Youtube il nuovo brano dal titolo Supereroe, disponibile su tutte le piattaforme streaming. A un mese dall'uscita il singolo ha raggiunto un milione di visualizzazioni su YouTube e, a oggi, è stato ascoltato da più di due milioni.
Dopo il grande successo riscosso con Supereroe, è stata annunciata l'uscita di un nuovo singolo di Luca Napolitano (Napo) dal titolo Movida, disponibile in radio e su tutte le piattaforme digitali dal 16 luglio 2020, sotto la produzione dell’etichetta 10 Production e distribuito da Believe Digital.
Il 9 luglio 2021 è stato pubblicato su tutte le piattaforme digitali il nuovo singolo Occhi Nuovi , mentre il 10 novembre dello stesso anno è uscito Matematica. Nel 2023 è stato pubblicato il singolo È Natale, la nuova canzone natalizia di Rai di musica italiana, scritta da Luca Napolitano, Giovanni Segreti Bruno e Simone Lao. Nel 2024 il cantautore ha pubblicato il singolo Mà, un toccante omaggio alla madre morta.

## Premi e riconoscimenti
- 2009 - Wind Music Awards per le vendite della compilation Scialla (ritirato insieme ai colleghi di Amici)
- 2010 - Wind Music Awards per le vendite dell'EP Vai[6]
- 2020 - Premio Apoxiomeno per il brano Supereroe.

## Discografia

### Album
- 2009 - L'infinito
- 2011 - Fino a tre

### EP
- 2009 - Vai
- 2010 - Di me

### Singoli
- 2009 - Forse forse
- 2009 - Vai
- 2009 - Da quando ti conosco
- 2009 - L'infinito
- 2010 - A sud di NY (duetto con Federica Camba)
- 2011 - Fino a tre (Turn around) (duetto con TinkaBelle)
- 2016 - Ci whatsappiamo
- 2017 - Anche stavolta
- 2020 - Supereroe
- 2020 - Movida
- 2021 - Occhi Nuovi
- 2021 - Matematica
- 2023 - È Natale
- 2024 - Mà

### Videoclip ufficiali
| Anno | Videoclip       | Regista          | Durata |
| ---- | --------------- | ---------------- | ------ |
| 2009 | Forse forse     | Gaetano Morbioli | 3:40   |
| 2009 | L'infinito      | Valentina Be     | 3:14   |
| 2010 | A sud di NY     | Gaetano Morbioli | 3:36   |
| 2010 | Fino a Tre      |                  |        |
| 2016 | Ci whatsappiamo |                  | 3:30   |
| 2017 | Anche Stavolta  |                  | 3:37   |
| 2020 | Supereroe       |                  | 3:01   |
| 2020 | Movida          | Mauro Russo      | 2:44   |
| 2021 | Occhi Nuovi     |                  | 3:09   |
| 2021 | Matematica      |                  |        |

## Filmografia
- A sud di New York, regia di Elena Bonelli (2010)